# たかまれ!タカマル
たかまれ!タカマルは、週刊ファミ通2002年5/10,17号から2009年1/9,16号まで連載されていた近藤るるるの漫画作品。単行本は全17巻で、近藤るるるの連載作品としては最長の作品。
単行本2巻以降はページの裾の部分で台詞などの解説がなされている。また7巻以降は学園ラブコメディーとの位置づけになっている。諸事情により、単行本に収録されなかったエピソードがある（後述）。
本編以外では、ファミ通DXのWebコミックにあるスピンオフ作品「まつりだ!マツリちゃん」がある。

## 概要
前作である『天からトルテ!』がファミ通本誌のリニューアルに伴い終了する事が決まり、当時編集長だったバカタール加藤のリクエストで始まった。
一般的な漫画誌ではなくゲーム雑誌の漫画枠での連載のため、一話辺り8ページという制約がある。通常このような枠での連載は、一話完結方式か長くとも数話で一エピソードを消化する形での連載となるが、本作では比較的長いエピソードが描かれる事が多く、中には単行本一冊分（19話収録）を上回る長編のエピソードも存在する。
もともとは12 - 13巻で終了する予定だったが、『トルテ』以上の人気があったため延長され、何度も引き延ばしが行われたため近藤側が「もう描くことがないため終わる」と宣言して終了の運びとなった。

## あらすじ
日本有数のマンモス学校、華音高等学校（かのんこうとうがっこう）では、部活動に入る事が義務付けられており、さまざまなクラブが存在する。新入生のタカマルは、その中でも打倒ファミ通を標榜する隔週ゲーム雑誌S.M.L（Soft Maker Lovers）を出版する、S.M.L編集部に半ば強制的に入部させられ、様々なトラブルに巻き込まれる事になる。

## 登場人物
本作のオリジナルキャラクターの他にも、作者の過去の作品群（天からトルテ!、ハイパーあんな、だんぜんコースケ!）のキャラクター達が登場する。
中でもハイパーあんなの主要キャラクター達はS.M.L編集員との親交が深く（蓮沼莉子の合気道の先生がいる）、登場回数・カラみは他の作品のキャラクターに対して比較的多い。

### 華音高等学校

#### S.M.L編集部
年間部費が少なく、雑誌の売り上げと広告料で賄っているが赤字が多い。微々たるランニングコストですら痛い状況のためにエアコンが導入されておらず、夏場は部室が蒸し風呂のようになる。なおS.M.Lはその胡散臭い誌名（当初は「SMラバース」と表記していた）や、コスプレ美少女が表紙を飾っている事により、いかがわしい雑誌と勘違いされゲーム雑誌コーナーに置いてもらえない場合が多い。
ある時を境にそれまでの赤字体質から脱却し、人気雑誌になっていき規模を拡大していくものの、学生制作の範疇を超えている事態を憂慮した教頭が規模の縮小を打診してきたことがきっかけで、最終的にはS.M.Lダッシュを販売しているエンジョイ出版と合流し、廃部したものと思われる描写がある（S.M.Lの部室だったところは後に「S.M.L研究会」という部の部室になっている）。
なお、最終回にて創刊10周年（コミックスでは業界発行部数1位に変更）であることが明らかになっている。
小笠原 隆丸（おがさわら たかまる） - タカマル
主人公。S.M.L編集部、新部長（編集長）。ゲーム雑誌の編集者になるのが将来の目標。幸地ゆきえと恋人同士で、同級生の香椎綾とは仲の良い友人。色恋沙汰には鈍感で、優柔不断になったり空回りしたりする。百刈芽衣と香椎藍が大の苦手。何かと苦労が多く、我慢の限界でキレる事もある（主に難波・百刈関連で）。蓮沼曰く、母性本能に訴えかけるタイプらしい。タカマルのコラムは割と読者に人気がある。酔うと絡む。下着はトランクス派。
大学受験のため編集協力の立場になった黒田の跡を引き継ぎ、S.M.L編集部の部長（編集長）に就任。S.M.Lダッシュのとばっちりを受け、メーカーからのクレームに頭を悩ませる日々を送っていた。
エンジョイ出版合流後はそのまま社員（副編集長・週刊誌担当）として働いている。
1年生→2年生
難波 徹（なんば とおる） - 編集長
元編集長で、元相談役（名ばかり）。幼少の頃の兄弟喧嘩が原因でファミ通を恨んでおり、それ以上のゲーム雑誌を作ろうとしている。高校を4度も留年した。相談役になっても、部員からは「編集長」と呼ばれる。ヘビースモーカーでOL好き。編集部よりも自分の利害を優先する傾向があり、部の創設者ではあるが獅子身中の虫でもある。面倒くさがりだが基本的に要領が悪く、それが裏目に出て墓穴を掘る事もしばしば。それゆえ、部員達からはあまり信頼されていない。意外と子供の扱いが上手。
S.M.L編集部を活動停止の危機に陥らせた際、事件の責任と出版活動の継続のために会社組織を立ち上げる事を決意して高校を中退するものの、直後に部が危機を脱したため結局辞め損となってしまった。
その後、独自にエンジョイ出版を立ち上げ（編集長兼社長）、隔週刊のS.M.Lが発売されない週にS.M.Lダッシュなる競合誌を出版する。敢えてこの名前にしたのは理由があるらしい。
後に近野 冴と結婚。一女をもうけている。
3年生→3年生（留年）→高校中退
蓮沼 莉子（はすぬま りこ）
元副部長、兼営業、経理担当。成績優秀。スポーツ万能かと思いきや、水泳が苦手。兄と同じ医者になって、離島の地域医療に貢献することが夢。実家は金持ちだがお金にウルサく、余程の事がない限り移動手段は自転車。普段はしっかり者であるが、実はブラコンで兄の瞬の前では甘えん坊になる。トラブルのために浪人する事が決定したが、卒業後も編集部に手伝いに来る。香椎 藍を敵視している。特技の合気道を活かし、難波が部にとって不利益になるような愚行をしでかした時、制裁を加える役目を担っている。少々気が短い。
難波の設立したエンジョイ出版には唯一合流せず、夢だった離島（小笠浦諸島トーサン島）での医者（臨床研修医） になっている。
なお、彼女が入学した年にS.M.Lが創刊されている。
3年生→浪人生（宅浪）
黒田 英明（くろだ ひであき）
元部長、現在は編集協力。ゲーム以外の記事担当。さまざまなジャンルに詳しく、ハッキング（クラッキング）や、盗撮・盗聴が得意。
取材先で合気道の檜山 姫子の道着がタカマルに事故で脱がされて巨乳が露になった所を激写している。
ファミ通編集部のグラニテの密かなファンであり、彼女の机の下にカメラを仕込んでスカートの中を盗撮していた。タカマルに「こんなのもある」と言って見せた画面には、スカートの中から覗くグラニテのズロースがバッチリ写っていた（仮にバレても、みさいル小野のせいになる）。
洞察力が良く策士で抜け目がない。自分の利益（エロい衣装の写真）のために、女性に恩を売る事も。いとこである倉田 茉莉が苦手で、彼女の厳しい監視に困っている。嫌々ながら編集長にされる。意外にスタイルが良く女装が上手い。
エンジョイ出版合流後はそのまま社員（副編集長・webサイト担当・ネットワークシステム管理責任者）として働いている。
2年生→3年生
幸地 ゆきえ（こうち ゆきえ）
元副部長、現在は編集協力。ゲーム記事担当。タイピングの腕は抜群に良く、雑務もこなす。誰にでもやさしいぽっちゃり体型。
タカマルとは周囲が呆れるほどアツアツの恋人同士。以前はタカマルをめぐる女性問題（主に誤解が多い）に終始やきもきしていたが、現在はタカマルの事を信じており気持ちが揺らぐ事はない（百刈が自分とタカマルを破局させるためにタカマルを陥れようとした際もタカマル事を信じて庇っていた）。百刈からは姉のように慕われており、自身も百刈の事は妹のように可愛がっているが、タカマルを毛嫌いする彼女を宥める事が多い。押しは弱いが根は積極的。料理が得意で家庭的。食べる事が大好きで、特にケーキには目が無い。運動神経は鈍い。父親が高名な作家である影響か、口述筆記やゴーストライターが得意。香椎藍曰く、「生まれついてのドM」。気が弱い性格からか、そこを青山に付け込まれ、過度のセクハラにあう。7月31日生まれ。
エンジョイ出版合流後はそのまま社員（デスク編集員）として働いている。タカマルとの付き合い（恋愛関係）は続いている。
過去に行われたキャラクター人気投票では、2位以下に圧倒的な大差をつけて1位を獲得した。
2年生→3年生
百刈 芽衣（ももかり めい） - モモちゃん
新副部長。専属ゲーマー。ゲームの技術はかなり高く、中学生の頃から編集部を手伝っている。一見クールだが、傲慢で、感情的になると泣き出したり暴力を振るう、外見と同様の子供染みた性格の持ち主。非常に口が悪く、嫌いな人間に対してはまるで容赦がない。その性格が災いして、タカマルや難波から恨みを買う事も少なくないが、それに対しても本人はむしろ逆恨みする場合が多い。ゆきえにしか心を開いていないため、タカマルとゆきえが近づく事を許さず、ゆきえから宥められる事も少なくない。そのため折に触れてタカマルを陥れようと企むが、自惚れや勘違いで自分の首を絞めてばかりいる。それにも関わらず、部員達（特に女子）は彼女に対して非常に甘い。実はかわいい物好き。運動神経は鈍いが、唯一得意なスポーツが水泳。視力が非常に悪く、コンタクトレンズをつけてないと何も出来なくなる。酔うと抱き魔になる。
ゆきえの恋人となったタカマルへの逆恨みと、難波に失禁した写真を撮られてしまった事がきっかけで、S.M.Lダッシュ側にS.M.Lの内部情報を横流しする様になったが、鬼島を手懐けたおかげでなんとか解決した。
エンジョイ出版合流後はそのまま社員（デスク編集員・攻略班リーダー）として働いている。
1年生→2年生
倉田 茉莉（くらた まつり）
部員。営業、経理担当。黒田の2歳下のいとこで、何かと彼の世話をやいたり行動を監視したりしている。黒田を上回るハッキング技術の持ち主だが運動が苦手（100mを25秒で走る）。押しが強く、何事にも徹底している。また飲み込みも早い。黒田に好意を持っていて、色々と気を引こうとしているが、その努力は報われていない。百刈と同じ幼い体型で、キッコロ風の髪型と三白眼が特徴。小中のあだ名は巨大公共事業。
エンジョイ出版合流後はそのまま社員（経理・広報）として働いている。
中学生→1年生　初登場は部員になってから。
ちなみに、ファミ通DX連載のスピンオフ作品「まつりだ!マツリちゃん」の主人公でもある。なお、同作は単行本には収録されず、『近藤るるる画集 R』に書き下ろしを加えて全話収録されている。
鬼島 海（きじま かい）
華音学園中等部の男子生徒ではあるが、事実上S.M.L部員として部活動に参加している。体格が大きく力があり、車に撥ねられても軽傷で済む頑丈な体を持つ。やや暴力的で思い込みが激しい。入部目的はゲーセンの格闘ゲームで自キャラをボコボコにした相手を探して復讐するためだったため、純粋に部活動をするつもりは無かった。後に復讐の相手が百刈とわかるものの、百刈に好意を抱いていたことがきっかけで和解。そして百刈が難波に弱みを握られていることを知ると、殴るなどして難波を脅した。
エンジョイ出版合流後はアルバイトとして働いている（大学卒業後入社予定）。

#### 美少女アイドル研究部
アイドルオタクの部ではなく、アイドルを目指す女の子達の部。通称アイドル研。
香椎 綾（かしい あや）
タカマルの同級生（1年時、2年時共に）で、仲の良い友人。S.M.Lの表紙のモデルをしている。大阪弁を話す（一人称は「私」）。天真爛漫でちょっと悪魔っ娘でやや天然。天然系で他人の言う事を真に受けて信じてしまうため、騙されやすく周囲をハラハラさせる。勉強が苦手で赤点が多いため、テスト前にはタカマルに勉強を教わっている。タカマルに対して当初はただの友人との認識であったが、後に好意を持つに至る。一時はゆきえに先んじてタカマルに告白し付き合う事になったものの、タカマルの幸せだけを願い自分は身を引こうとするゆきえの姿に我が身を恥じ、タカマルをゆきえに譲る形で身を引く。アイドル街道まっしぐら。双子の姉、藍がいる。
卒業後は、大河ドラマに出演するほどの人気売れっ子アイドルになっている。
元々は、ゆきえをヒロインとする事を担当に反対されたために生まれたキャラクター。
1年生→2年生
橘 麻帆（たちばな まほ）
部長。何かとポーズを作るのが大好き。文化祭後引退したはずだがなぜか部に滞在していた。
南里 涼子（みなさと りょうこ）
新部長。先見の明があり、綾の才能を高く評価している。部長になる前からも実は隅っこあたりに良く出演していた。
今田 美亜（いまだ みあ）
美穂の妹。姉の命令で一度はS.M.Lに入ったものの、後に綾に憧れてアイドル研に転部した。普段はおどおどしている自虐的な性格だが、憧れの対象である綾の悪口を言われるとキレる。美的センスが変わっている姉（家族？）のせいで能力が生かせず、自分の事をバカやブサイクであると思い込んでいる。

#### 写真部
可愛い子を撮り放題な役得な部ではあるが、アイドル研部員との恋愛はご法度とされている。
野田 正弘（のだ まさひろ）
元部長。モデルのノリが良いと、つい調子に乗ってモデルを脱がせたがる悪い癖を持つ。

#### 製作部
長嶋 太郎（ながしま たろう）
元部長。何でも作れる。おんぷちゃんファン。
池田 学（いけだ まなぶ）
新部長。

#### 漫画アニメ研究会
部長以外は、部長が漫画を描くときアシスタントをする時を除き、アニメに関する話しかしていない。
田中 絹代（たなか きぬよ）
部長。仕事が進まないと逃げる。プロのアシに付いた。
部員
全員オタク＆メガネ。初対面だったタカマルに対しマシンのスペックや尊敬している漫画家を聞いてきた。一応部長のアシスタントもやり、代原が描ける程度の技術は持っている。

#### 野球部
1軍から3軍まで本格的に分かれている、レギュラーになるのは相当難しい。
茂森 六郎（しげもり ろくろう）
部長。本格派ピッチャー。

#### 印刷部
輪転機の音がうるさい為、部室は地下にある。海野以外の部員に不法就労の疑いがあるが、部同士が持ちつ持たれつの関係を作るため黙認されている。
海野 裕次郎（うんの ゆうじろう）
元部長。かなりふけて見えるが18歳、SML部と互いに信頼し合っている。
プラディープ、シャット、アジョ、ウィン
部員。印刷部での通称は 山、川、壱、弐。本名がややこしいための配慮。留学生という事になっている。

#### 生物部
太田 健一（おおた けんいち）
部長。ちょっとマッドサイエンティスト。キメラ生物（猫頭の蛇など）を作っている。

#### ハイソサエティークラブ
略称H.S.C。由緒正しい家柄のお嬢さんでないと入部できない。ちなみに部費は年間で12000円と意外と少なく、不足金額は個々が負担しており、その額は莫大。
西の宮 芹子（にしのみや せりこ）
部長。蓮沼 瞬LOVE、彼に近づきたいがために妹の莉子を勧誘している。彼女の周りには太鼓持ちしか居ないため、自分はバイオリンが上手だと勘違いしているが、実際の腕は酷いもの。

#### 吹奏楽部
高田 博士（たかだ ひろし）
部長。

#### オカルト超常現象研究会
通称オカ研。
五月雨 文（さみだれ ふみ）
元部長。暗い。部勝負に負けた相手を利用し、詐欺まがいのあくどい商売をした事もある。天敵は蓮沼莉子。
単行本未収録の話では、大神の勝利を過信して（止せばいいのに）自分の通う大学から抜け出して華音高校を訪れたため、大神ともども蓮沼に制裁された。
大神 麻麻（おおが まあさ）
新部長。五月雨の想いを受け継ぐ。実家が寺。
五月雨のために、彼女の天敵であった蓮沼莉子に呪いをかけ、彼女の名誉を失墜させようとしたが、間違えて幸地ゆきえに呪いをかけてしまう。最終的には全てがばれ、五月雨共々蓮沼の制裁を受けた。
諸事情により単行本に収録されなかったエピソードのみの登場。

#### ジャーナリズム研究会
山村 智香（やまむら ちか）
将来の夢はジャーナリスト。黒田の技術に惚れ込み挑発し、弟子入りを試みる。

#### サッカー部
笹山 康平（ささやま こうへい）
タカマルの中学校からの友人。女装したタカマルに一目惚れし綾に紹介を頼むも、その正体がタカマルだと知り撃沈した。この時ちょっとしたイタズラ心を起こしてすぐには真相を伝えなかった綾によって、わざわざ女装状態のタカマルと対面させられてから正体を暴露されるという行き過ぎたサプライズを受けたこともあり、それ以降彼女に対して苦手意識を持っていた。しかし、後に自らの行いを反省した綾からの謝罪を受けて和解するに至り、好意を寄せる様になる。結構女子に人気がある。
卒業後はJリーガーとして活躍。

#### KSAS部
カノン･スペシャル･エア･サービス。名前や格好は大袈裟だが、要はサバゲー部。実戦ではS.M.L編集部の方が圧倒的に強かった（蓮沼の合気道・黒田のスタンガン・百刈の暴力）。
呂鳩 丈治（ロバート ジョージ）
部長。

#### 女子プロレス愛好会
内之倉 智（うちのくら とも）
部長。ゆきえのクラスメイト。プロレスは実力よりも見せるのが大事だと考えている。
斉藤 瑞穂（さいとう みずほ）
リング名「パグ斉藤（ぱぐさいとう）」
高村 奈々（たかむら なな）
リング名「高村セブン（たかむらせぶん）」
岡田 麻理（おかだ まり）
リング名「エクセレントマリー」。

#### アナウンス部
今村 良晴（いまむら よしはる）
部長。本格派。

#### 料理研究部
平野 歩美（ひらの あゆみ）
元部長。大手お菓子メーカーのカルピーの社長令嬢、合併号の付録用のお菓子作りの全面協力者。
栗原 奈津子（くりはら なつこ）
新部長。九州振興研究部との部勝負、九州3番勝負・第2回戦替え玉勝負の際にラーメンを提供。

#### 九州振興研究部
九州を盛り上げ、広めようとしている。
長浜 玄（ながはま げん）
部長。部員数の減少で存続の危機にある九州振興研究部を救うべく、強引にS.M.L編集部との部勝負を認めさせた上、せこい手を使ってまで勝とうとしたが結局は敗れた。黒田の提案で事なきを得る。
高千穂 巨典（たかちほ きょてん）
副部長。替え玉15玉の記録を持つが、ゆきえの敵ではなかった（約2倍の差）。色黒。
肥後 清正（ひご きよまさ）
会計。中学柔道で九州イチになった事がある。実力はタカマル以上蓮沼以下。

#### 柔道部
岡 浩（おか ひろし）
主将。九州振興研究部との部勝負、九州3番勝負・第1回戦柔道勝負の際に審判を担当。

#### 映画研究同好会
北村（きたむら）
部長。ゆきえの同級生で、黒田とは友人。結構優しい性格。ゆきえに告白するものの、振られる。

#### 教員
佐藤 一味（さとう かずみ）
体育担当。マッチョマンでかつ熱血漢。プロレス同好会顧問。無駄に力持ちの上、力の加減の出来ない困った人。S.M.L編集部の機材を破壊して去っていった。
佐藤 和美（さとう かずみ）
現代国語担当。巨乳。娘の亜里沙とは仲良し。S.M.L編集部の他、天文部と手芸部の顧問。マイペースかつ天然系で、喋り方がトロい（一々語尾が延びる）。ワガママで、気に入らない事があると内申書を取り出して脅すものの、基本的には優しい人。最近夫との仲はあまり良くないらしい。車の運転自体は悪くないのだが注意力が足りず、一方通行でも気にしない（何故免許を取れたのかは不明）。悪運が強い。醜態の一件で責任を取らされ、S.M.L編集部顧問から外されたが、後任の青山が不祥事で逮捕されたため復帰する。
鮎川 恭子（あゆかわ　きょうこ）
教育実習生。S.M.L編集部創部時のOB（図書部と掛け持ち）。難波の過去を知る人物のため、難波も彼女には頭が上がらない。在学当時は難波に対して好意を持っていた（現在は彼氏持ち）。
亀田 （かめだ）
難波の担任。難波には是が非でも卒業してもらいたいと思っていた。そのため難波が高校を中退すると言い出した際には、とても残念がっていた（しかし、すぐに中退手続きをとった）。
教頭
本名は不明。口達者で学校の評判（＝自分の評判）の事しか念頭にない。S.M.L部がTVの生放送で醜態を晒した際には、激怒して三ヶ月の活動停止を命じておきながら、怪我の功名（？）で学校の評判が良くなったと判った途端に手の平を返し、「君達は我が校の誇りだ」と言いながら活動停止を撤回した。同様に青山のセクハラ事件の際には、青山の巧妙な話術等もあってか、自分勝手な判断でタカマルを謹慎処分に科してしまう。
校長
本名は不明。協調型の人間のためか、教頭やOB・世論の意向に逆らえないらしい。
青山（あおやま）
S.M.L顧問を外された佐藤和美の代理として顧問となった教師。実は足の裏フェチで、内申書をネタに（特に自身に逆らえない、もしくは気弱な性格の）女子生徒を脅し、自分の顔を踏ませるなどのセクハラを繰り返していた最低の教師。頭がよく回り、不利な証拠をつきつけられても演技と出まかせで立場を逆転させ、さらには理事会の役員の一人で、結婚で姓が変わっているものの、実は姉弟である岡山を味方につけていた。そのために、以前セクハラを訴えた女子生徒を退学に追い込んだ。ゆきえに手を出した所をタカマルに見つかり顔を蹴られ、それが元で緊急理事会にまで発展してしまう。そこで手を出していた他の女子生徒に送っていたメールを証拠として付きつけられ、さらにS.M.L活動資金で岡山が社長を務めるヒルズマウンテンの運転資金に充てようとしていたことが黒田と茉莉によって明らかとなり、わいせつと横領の容疑で逮捕された。

### 晏雅女学校
あんがじょがっこう。幼稚園から大学までの一貫教育を行う、カトリック系の名門女子校。全寮制で校則も厳しく校舎は人里を離れた山奥にあるため、生徒は下界と完全に隔絶された環境で徹底した管理体制下におかれる。
香椎 藍（かしい あい）
綾の双子の姉。綾と同じく大阪弁を話す（一人称は「ウチ」）。天真爛漫というより最早やりたい放題で、周囲に迷惑をかけ放題の問題児。かなり異性の扱いに慣れているらしく、色仕掛けも平気で用いる。ドSの悪魔っ娘でもあり、幾度となくタカマルを酷い目に合わせる。困った事に才能には恵まれており、格闘でも莉子と互角（実践空手の使い手）。妹と同じ華音高等学校ではなく、お嬢様高校である晏雅女学校に在籍している理由は、彼女の更生を願った両親が騙して入学を薦めたため。タカマルの好きな相手を莉子だと勘違いしており、彼女をライバル視している。天敵は父親である香椎健三郎。
散々好き勝手なことをしたためにタカマル達からの信用を失ったあげく、悪行が健三郎にばれ、（手加減なしでぶっ飛ばされた後）再教育の名の下に連行されていった。
近野 冴（こんの さえ）
晏雅女学校、第六十七代風紀委員長。寮を脱走した藍の身柄を拘束すべく華音高等学校を訪れた際、完全な誤解から難波に惚れる。アプローチがヘタで的外れだったため、難波に惚れている事はS.M.L編集部の誰も気付かなかった上（ゆきえが少し気付きかけた程度）、肝心の難波は気付くどころか勘違いして逆に怯えていた。卒業後女子大生になっても難波への思慕は継続しており、エンジョイ出版の事務所に管理する不動産を破格値で提供するなど、物心両面で難波をサポートしている。お嬢様学校の優等生らしく、仕事から家事全般まで何でもこなす。
後に難波と結婚し一女をもうける。
大沢 菜摘（おおさわ なつみ）
風紀委員。恋ベタな委員長を可愛く思っている。
石崎 美樹（いしざき みき）
風紀委員。恋ベタな委員長を可愛く思っている。

### 清鐘高校
せいしょうこうこう。ハイパーあんなであんな達が通う高校でもある。
丸井 葉留子（まるい はるこ）
女子プロレス同好会員。リング名「○｜ パルコ（まるい ぱるこ）」。
大塚 理沙（おおつか りさ）
女子プロレス同好会員。リング名「デンジャー理沙（でんじゃーりさ）」。
国沢 恵（くにさわ めぐみ）
女子プロレス同好会員。リング名「ラブピープル国沢（らぶぴーぷるくにさわ）」。ハイパーあんなの脇役。水泳、ラクロス、演劇と部を何回も長続きせずに代わっている。

### 登場人物の家族
小笠原家
小笠原 由起奈（おがさわら ゆきな）
タカマルの上の妹。しっかり者で、口うるさい。兄に冷たい。少し身勝手な性格。ブランド物が好きな今時の娘。タカマルの中学校からの友人、康平に好意を寄せている。
小笠原 真結花（おがさわら まゆか）
タカマルの下の妹。のほほんとしている。兄を慕っているが、ワガママな所もある。同学年のボーイフレンドがいる。
タカマルの父
名前は不明。親バカ。
タカマルの母
名前は不明。案外薄情な性格。
幸地家
幸地 瑞恵（こうち みずえ）
ゆきえの母。明るく、優しい。料理上手で娘同様食べる事が大好き。娘より一回り大きなぽっちゃり体型。娘のタカマルへの恋心を微笑ましく思い、積極的に応援している。
幸地 龍太郎（こうち りゅうたろう）
ゆきえの父。作家。妻子に栄養を吸い取られている（笑）のか、初対面の人がギョッとするほどの痩身。世間的には「大家」と目されるほど売れっ子の小説家で本来なら高収入なのだが、食費がもの凄い事になっているので幸地一家は団地住まいである（ソフトクリーマー、業務用コンロ、業務用冷蔵庫と一般家庭には有り得ない調理器具がある）。だが本人は『（食事をしている）二人の幸せそうな顔を見ていると、そんな些細なことはどうでもよくなる』と言っており、気にしていないようだ。タカマルのことは好青年と認めている様子。
蓮沼家
蓮沼 瞬（はすぬま しゅん）
莉子の兄。医師。関東大学医学部付属病院一般外科に所属。知的でかつ器量良し。
蓮沼 昭三（はすぬま しょうぞう）
莉子の父。医師。某医療センター病院長。子供達の夢や希望を理解し尊重する人格者。
蓮沼 顕子（はすぬま あきこ）
莉子の母。医師。同副院長（教育・研究担当）。夫に比べ、世間体を気にしてしまう傾向がある。瞬と藍の見合いの仕掛け人。
蓮沼 史郎（はすぬま しろう）
莉子の祖父。医師。関東大学医学部付属病院院長。莉子の関東大学医学部入試の際、試験会場を覗きに来るほどの爺馬鹿。
その他
難波 翔（なんば かける）
徹の2歳年上の兄。ファミ通編集部員。人を平気で利用する（主に結婚詐欺）あくどい性格で、弟以上に性質が悪い。徹とは仲が悪く、彼がファミ通嫌いになるきっかけを作った。
香椎 健三郎（かしい けんざぶろう）
綾と藍の父。豪傑系。娘達（特に藍）に対しては厳しく、人前で手を上げる事も厭わない。大阪に本社を置く業界第2位の製薬会社、タカダ薬品代表取締役社長。
佐藤 亜里沙（さとう ありさ）
和美の娘。人見知りをしない、明るい元気な子。
今田 美穂（いまだ みほ）
美亜の姉。蓮沼 莉子を一方的にライバル視している。美的センスがおかしい。天文部の幽霊部員だった（形式上部員という事であれば、部に出なくても許される様だ）。

### その他
井尻 寛太（いじり かんた）
ゲームソフトメーカー ビッグバンの社長。元プログラマー。横柄。ブレザーサターン似の百刈がお気に入り。
ゴスロリ美少女メロン（通称メロンたん・設定）
タカマル扮するちょっと痛げな女の子。ゴスロリ。瞬のお見合いを阻止するための作戦として、黒田に変装させられた（後に藍に酷い目に合わされる）。
岡山（おかやま）
華音高校のOBで、理事会の役員の一人。健康グッズ販売会社のヒルズマウンテン代表取締役社長。口うるさいばかりでなく理事会を我が物顔で仕切ろうとしていた。華音高校に勤めていた青山とは、（結婚して姓が変わったものの）姉弟関係。青山からの横領を受け取った容疑で逮捕される。なお華音高校の予算に対しても執拗に口を出していたことから、華音高校の予算も狙っていたことも窺える。

## 諸事情により、単行本に収録されなかったエピソード
週刊ファミ通05年12/9号、12/16号、12/23号、12/30号、06年1/6,13号（通巻886号から通巻890号）に掲載されたエピソード。第176話から第180話（コミックス第10巻の茉莉入部直後の時期）にあたる。
内容は、オカルト超常現象研究会の新部長となった大神 麻麻が、前部長の五月雨 文より託された天敵である蓮沼 莉子への復讐のため、自我をメス犬に変える呪いの呪符を作り、蓮沼に食べさせようとするものの、誤ってゆきえの食事に混入させてしまい、何も知らずにそれを食べたゆきえの自我がメス犬になってしまう―、というもの。
2021年には作者の同人サークルSTUDIO RURURUから『たかまれ!タカマル（犬）』のタイトルで電子書籍化され、同人誌を取り扱う各種通販サイトで販売開始された。

## 作中における問題発言
E3 2003取材編の中でファミ通編集者の難波兄の台詞「Xboxは日本を捨てた」は不適切だったとして、謝罪している。

## 単行本
単行本は週刊ファミ通を発行するエンターブレインの、ビームコミックスレーベルにて発売されている。
- たかまれ!タカマル 1巻 2002年11月25日発売 B6判 / 本編154ページ（19話収録） 本体580円+税 ISBN 978-4-7577-1178-5
- たかまれ!タカマル 2巻 2003年3月31日発売 B6判 / 本編154ページ（19話収録） 本体580円+税 ISBN 978-4-7577-1377-2
- たかまれ!タカマル 3巻 2003年8月25日発売 B6判 / 本編154ページ（19話収録） 本体580円+税 ISBN 978-4-7577-1542-4
- たかまれ!タカマル 4巻 2004年1月31日発売 B6判 / 本編154ページ（19話収録） 本体580円+税 ISBN 978-4-7577-1715-2
- たかまれ!タカマル 5巻 2004年6月25日発売 B6判 / 本編154ページ（19話収録） 本体580円+税 ISBN 978-4-7577-1915-6
- たかまれ!タカマル 6巻 2004年11月25日発売 B6判 / 本編158ページ（19話+特別編1話収録） 本体580円+税 ISBN 978-4-7577-2060-2
- たかまれ!タカマル 7巻 2005年5月30日発売 B6判 / 本編154ページ（19話収録） 本体580円+税 ISBN 978-4-7577-2301-6
- たかまれ!タカマル 8巻 2005年9月30日発売 B6判 / 本編154ページ（19話収録） 本体580円+税 ISBN 978-4-7577-2447-1
- たかまれ!タカマル 9巻 2006年3月25日発売 B6判 / 本編154ページ（19話収録） 本体580円+税 ISBN 978-4-7577-2670-3
- たかまれ!タカマル 10巻 2006年6月26日発売 B6判 / 本編154ページ（19話収録） 本体580円+税 ISBN 978-4-7577-2826-4
- たかまれ!タカマル 11巻 2006年11月27日発売 B6判 / 本編154ページ（19話収録） 本体580円+税 ISBN 978-4-7577-3027-4
- たかまれ!タカマル 12巻 2007年5月25日発売 B6判 / 本編156ページ（19話+特別編1話収録） 本体580円+税 ISBN 978-4-7577-3549-1
- たかまれ!タカマル 13巻 2007年9月25日発売 B6判 / 本編154ページ（19話収録） 本体580円+税 ISBN 978-4-7577-3724-2
- たかまれ!タカマル 14巻 2008年1月30日発売 B6判 / 本編156ページ（19話+特別編1話収録） 本体580円+税 ISBN 978-4-7577-3971-0
- たかまれ!タカマル 15巻 2008年6月25日発売 B6判 / 本編154ページ（19話収録） 本体580円+税 ISBN 978-4-7577-4296-3
- たかまれ!タカマル 16巻 2008年11月25日発売 B6判 / 本編154ページ（19話収録） 本体580円+税 ISBN 978-4-7577-4527-8
- たかまれ!タカマル 17巻 2009年5月30日発売 B6判 / 本編154ページ（19話収録） 本体580円+税 ISBN 978-4-7577-4898-9